# عضلات فوق اللامية
يشير المصطلح فوق اللامي (بالإنجليزية: suprahyoid)‏ إلى المنطقة الموجودة فوق (أعلى من) العظم اللامي في الرقبة.